# Insurrezione degli schiavi di New York del 1712
L'insurrezione degli schiavi di New York del 1712 fu una rivolta scoppiata nella città di New York, allora facente parte della Provincia di New York, una colonia britannica istituita nel 1664,  nel 1712 ad opera di 23 schiavi africani. Gli insorti uccisero nove persone di razza bianca ferendone altre sei prima di essere fermati. Conseguenza della rivolta fu l'arresto e l'imprigionamento di 70 persone di colore, più di tre volte il numero dei rivoltosi, di cui 27 furono poi processate e 21 condannate a morte.

## Cause e svolgimento dei fatti
All'inizio del diciottesimo secolo, New York City aveva una delle più grandi popolazioni di schiavi di tutte le colonie inglesi. Non essendoci in città le piantagioni tipiche del sud degli odierni Stati Uniti d'America, la popolazione di schiavi era qui costituita da elementi che operavano come domestici, artigiani, lavoratori portuali o in altri lavori specializzati. 
Rispetto agli schiavi nelle piantagioni, inoltre, spesso gli schiavi newyorkesi lavoravano per persone di colore non schiave, una condizione quasi inesistente nelle colonie del Sud, e soprattutto, vivendo così vicini gli uni agli altri, e non alle grandi distanze imposte dalla vastità delle piantagioni, essi avevano la possibilità di comunicare più facilmente. Una tale facilità di entrare in contatto si tramutava, ovviamente, anche in una maggior facilità di ordire una cospirazione.
Le cause che presumibilmente portarono alla rivolta includevano la diminuzione della libertà degli schiavi seguita alla cacciata degli olandesi dal territorio per mano degli inglesi e all'instaurazione, ad opera di questi ultimi, della colonia chiamata Provincia di New York nel 1664. Sotto il dominio olandese, gli schiavi liberati godevano, ad esempio, di alcuni diritti, come quello di possedere appezzamenti di terreno e di sposarsi, ma quando gli inglesi presero New Amsterdam trasformandola nella colonia di New York, essi emanarono leggi che limitarono fortemente la vita degli schiavi. Per controllare il gran numero di schiavi, che all'inizio del settecento rappresentavano il venti percento della popolazione della colonia e il cui numero era in aumento (basti pensare per che poter gestire l'aumento del flusso di schiavi importati dalla Royal African Company fu costruito un nuovo mercato negli schiavi nei pressi dell'odierna Wall Street), il governo coloniale aveva preso infatti misure tali per cui uno schiavo non poteva allontanarsi da casa per più di un miglio senza uno speciale permesso, non poteva incontrarsi con più di altri due schiavi contemporaneamente, ossia non si potevano formare gruppi di più di tre schiavi, e doveva sedersi in una sezione separata della chiesa durante le funzioni religiose. Inoltre, grazie a particolari leggi, anche il matrimonio venne fortemente scoraggiato.
La notte del 6 aprile 1712, poco più di venti schiavi neri si riunirono ed appiccarono il fuoco ad un edificio in Maiden Lane vicino a Broadway. Mentre i coloni bianchi tentavano di spegnere l'incendio, gli schiavi insorti, armati con pistole, accette e sciabole, li attaccarono e, dopo averne uccisi nove, si diedero alla fuga.

## Conseguenze
In seguito all'insurrezione, le forze dell'ordine coloniali arrestarono e imprigionarono settanta persone di colore. Di queste, sei si suicidarono in carcere e ventisette furono processate. Alla fine del procedimento, ventuno persone furono condannate a morte; venti di queste furono arse vive, mentre una fu uccisa utilizzando il supplizio della ruota, pena, quest'ultima, che al tempo non era più utilizzata per le persone bianche. Una simile severità nella punizione era certamente espressione della paura che i proprietari nutrivano di una rivolta di schiavi.
Dopo la rivolta, inoltre, furono promulgate leggi che rendevano ancora più restrittive le condizioni di vita degli schiavi neri e nativi presenti in città e nell'intero territorio della colonia. Così, ad esempio, agli schiavi fu proibito di portare con sé delle armi da fuoco e di giocare d'azzardo. Inoltre, reati come il danneggiamento di proprietà privata, lo stupro e il tentato omicidio, divennero tutti punibili con la morte. Alle persone di colore libere fu comunque ancora permesso di possedere appezzamenti di terreno.
La legge impose inoltre ai padroni che avessero voluto liberare un proprio schiavo (compiendo la cosiddetta "manomissione") una tassa di 200 sterline, una somma maggiore al costo medio di uno schiavo. Nel 1715, durante un incontro tenuto a Londra con il Board of Trade, allora ancora chiamato "Lords of Trade", il governatore Robert Hunter sostenne che era importante che a New York fosse mantenuta viva, per uno schiavo, la speranza di essere un giorno liberato e di poter ereditare parte degli averi del padrone. Ciò, disse il governatore, sarebbe stata la giusta ricompensa per uno schiavo che avesse aiutato il proprio padrone a creare il patrimonio di una vita e avrebbe anche evitato che uno schiavo cadesse in disperazione.